# Tangled Up in Me
Tangled Up in Me è un singolo della cantante canadese Skye Sweetnam, pubblicato nel 2004 ed estratto dall'album Noise from the Basement.

## Tracce
1. Tangled Up in Me – 2:52
2. Ti Dal Wave – 3:48
3. Too Late – 3:20